# Ивичест кухонос
Ивичестите кухоноси (Coelorinchus fasciatus) са вид животни от семейство Дългоопашати риби (Macrouridae).
Таксонът е описан за пръв път от Алберт Гюнтер през 1878 година.